# 王虔
王虔（?—?），字恭祖，西晋东海郯县人。西晉官員、外戚。

## 生平
王虔以精明干练著称。累遷為卫尉，封安寿亭侯。後拜平东将军、假节、监青州诸军事。入朝为光祿勳，轉任尚书。後去世，其子王士文嗣爵。

## 家族
王虔出身名門東海王氏，其祖父為曹魏元勛司徒王朗，其父親王肃為經學家，其姐妹王元姬，嫁司馬昭，生晉武帝司馬炎、齊獻王司馬攸。
有子王康、王隆，官位顯達，為後世所重。
- 王康，字士文，嗣爵安寿亭侯，历任右卫将军、南中郎将、平東將軍，镇守许昌，漢趙昭武帝刘聪部下鎮東大將軍石勒攻陷許昌時被害[註 1][2]。
- 王隆，曾任後將軍。有子大鴻臚王景。其後代知名者還有王雅、王僧孺等。[3][4]

### 引用
1. ↑  《三國志·魏書·鍾繇華歆王朗傳》裴松之注引《晉諸公贊》：恂兄弟八人。其達者，虔字恭祖，以功幹見稱，位至尚書。弟愷，字君夫，少有才力而無行檢，與衞尉石崇友善，俱以豪侈競於世，終於後將軍。虔子康、隆，仕亦宦達，爲後世所重。
2. ↑  《晉書·石勒載記》：勒進陷許昌，害平東將軍王康。
3. ↑  《晉書·列傳第五十三》：王雅，字茂達，東海郯人，魏衛將軍肅之曾孫也。祖隆，後將軍。父景，大鴻臚。
4. ↑  《南史·列傳第四十九》：王僧孺字僧孺，東海郯人也。魏衛將軍肅八世孫也。曾祖雅，晉左光祿大夫、儀同三司。祖准之，宋司徒左長史。父延年，員外常侍，未拜卒。